# Која је ово држава
Која је ово држава је филм из 2019. године.

## Радња
Главни ликови су генерал који осећа снажну жељу да изврши самоубиство, министар у Влади Хрватске који сам себе, без судске пресуде, затвара у затворску ћелију, као и група родитеља различитих националности (Срби, Хрвати, Бошњаци) који ископавањем мртвих председника Републике Хрватске и Републике Србије желе да натерају владе ових земаља да напокон пронађу њихову децу несталу у рату.

## Улоге
| Глумац               | Улога            |
| -------------------- | ---------------- |
| Лазар Ристовски      | Карло            |
| Крешимир Микић       | Келава           |
| Никша Бутијер        | Генерал          |
| Себастијан Каваца    | премијер         |
| Дражен Кун           | управник затвора |
| Данијел Олбрицки     | председник       |
| Горан Богдан         | инспектор Јурић  |
| Зденко Јелчић        | Никола           |
| Мате Гулин           | Марин            |
| Слободан Миловановић | Винко            |
| Горан Гргић          | шеф тајне службе |